# Мельбекк
Мельбекк (нем. Melbeck) — коммуна в Германии, в земле Нижняя Саксония.
Входит в состав района Люнебург. Подчиняется управлению Ильменау. Население составляет 3392 человека (на 31 декабря 2010 года). Занимает площадь 16,17 км².